# Бакли, Джесси
Дже́сси Ба́кли (англ. Jessie Buckley, род. 28 декабря 1989, Килларни) — ирландская актриса и певица, получившая известность благодаря ролям Мари Болконской в шестисерийной экранизации BBC романа «Война и мир» Льва Николаевича Толстого и Лорны Боу в телесериале «Табу». Обладательница премии Лоренса Оливье. Трёхкратная номинантка на премию BAFTA, в том числе в категории «Восходящая звезда», и номинантка на премию «Оскар» в категории «Лучшая женская роль второго плана» за роль в фильме «Незнакомая дочь».

## Биография
Джесси Бакли родилась в 1989 году в семье учительницы по вокалу. Училась в Ursuline Secondary School, где выступала в школьных постановках.

### Начало карьеры:I’d Do Anything
31 мая 2008 года Бакли заняла второе место в британском шоу талантов I’d Do Anything. Целью шоу было найти певицу на роль Нэнси в возрождённый мюзикл «Оливер!».
| Шоу                 | Песня                                                                                  |
| ------------------- | -------------------------------------------------------------------------------------- |
| 1-я неделя          | «River Deep – Mountain High»                                                           |
| 2-я неделя          | «Killing Me Softly»                                                                    |
| 3-я неделя          | «One Night Only» из мюзикла «Девушки мечты»                                            |
| 4-я неделя          | «Why Do Fools Fall in Love»                                                            |
| 5-я неделя          | «Stop!»                                                                                |
| 6-я неделя          | «The Man that Got Away» из фильма «Звезда родилась»                                    |
| 7-я неделя          | «Fighter»                                                                              |
| 8-я неделя          | «How Do I Live»                                                                        |
| 9-я неделя          | «What I Did for Love» из мюзикла «Кордебалет»                                          |
| 10-я неделя (финал) | «The First Time Ever I Saw Your Face» «The Man That Got Away» «As Long as He Needs Me» |

### Работа в театре
14 сентября 2008 года Бакли участвовала в шоу, посвящённом шестидесятилетнему юбилею Эндрю Ллойда Уэббера в Гайд-парке. Она спела соло песню «I Don’t Know How To Love Him» и песню «Light at the End of the Tunnel» из «Звёздного Экспресса» с другими финалистками I’d Do Anything, Кишей Ампонса-Бэнсон, Ниам Перри и Рэйчел Такер, а также финалистами шоу Any Dream Will Do Дэниелом Бойзом, Льюисом Брэдли, Беном Джеймсом-Эллисом и Китом Джеком. 18 сентября того же года Бакли вместе и Ифэ Малхолланд выступила с RTÉ Concert Orchestra на вечере, посвящённом Эндрю Ллойду Уэбберу в Национальном концертном зале в Дублине.
После того, как Бакли заняла второе место на конкурсе I’d Do Anything, ей предложили стать дублёршей победительницы Джоди Пренджер в роли Нэнси, однако она отвергла предложение, предпочтя поучаствовать в другом проекте. Она получила роль Энн Эджерман в возрождении мюзикла «Маленькая серенада» Стивена Сондхайма; в мюзикле также приняли участие Морин Липман и Ханна Уэддингем, а режиссёром выступил Тревор Нанн. С 22 ноября 2008 года по 8 марта 2009 года представления шли в Menier Chocolate Factory и Studio Theatre в Лондоне, а с 7 апреля по 25 июля 2009 года представления проходили в Garrick Theatre, что стало дебютом Бакли на Вест-Энде.
Бакли также появилась на ряде концертов на национальном уровне, среди которых выделяется Рождественский концерт в 2009 году с Марией Фридман, лондонским квартетом Cantabile и Тимом Райсом и серия концертов, посвящённых Дню Святого Валентина в феврале 2010 года с Дэниелом Бойзом и коллегой по «Маленькой серенаде» Келли Прайс.
В рамках летнего сезона 2013 года в Шекспировском Глобусе она сыграла Миранду в пьесе «Буря» и певицу Арабеллу Хант и Кейт в пьесе Сэмюела Адамсона «Дэниел». В сентябре 2013 года Бакли приняла участие в постановке пьесы «Генрих V» Майкла Грандаджа с Джудом Лоу в главной роли; спектакли прошли в Noël Coward Theatre на Вест-Энде.
В 2014 году в Чичестерском фестивальном театре играла Констанцию Моцарт в пьесе Питера Шеффера «Амадей». Она также исполнила роль Пердиты в постановке «Зимней сказки» Театральной компании Кеннета Браны; 26 ноября 2015 года в реальном времени демонстрировался в кино по всему миру.
В августе 2020 года Бакли должна была исполнить роль Джульетты на сцене Королевского Национального театра в Лондоне в новой постановке «Ромео и Джульетты» режиссёра Саймона Годвина, но как и другие постановки Национального театра летом 2020 года спектакль был отменен в связи с пандемией COVID-19. Вместо этого в помещениях Национального театра был снят телевизионный фильм, вышедший на экраны в апреле 2021 года.
C декабря 2021 года по март 2022 года Бакли играла роль Салли Боулз в новой постановке мюзикла «Кабаре», где её партнёром был Эдди Редмэйн. Постановка, в том числе игра Бакли, получила восторженные отзывы, а актриса получила премию Лоренса Оливье за лучшую женскую роль в мюзикле.

### Карьера на телевидении
В 2010—2015 годах Бакли играла эпизодические роли на телевидении, а также снялась в ряде короткометражек. В 2016 году на BBC состоялась премьера шестисерийной адаптации романа «Война и мир» Льва Николаевича Толстого, в которой Бакли исполнила роль Мари Болконской. Она получила одобрение критиков: Вив Гроскоп из The Guardian особо отметила её актёрскую игру во втором эпизоде сериала, написав, что она великолепно раскрыла характер этой простой и благочестивой героини.
В 2017 году Бакли появилась в роли Лорны Боу в телесериале BBC «Табу», главную роль в котором исполнил Том Харди. В том же году она сыграла Онор Мартин в сериале «Последний пост». В 2018 году появилась в главной роли Мэриэн Холкомб в адаптации ВВС романа Уилки Коллинза «Женщина в белом».
В 2019 году в мини-сериале «Чернобыль» исполнила роль Людмилы Игнатенко, жены пожарного Василия Игнатенко, одного из первых ликвидаторов последствий аварии на Чернобыльской АЭС.

## Фильмография
| Год       |     | Русское название                          | Оригинальное название                   | Роль                  |
| --------- | --- | ----------------------------------------- | --------------------------------------- | --------------------- |
| 2010—2011 | с   |                                           | This September                          | Эмили Стронг          |
| 2011      | кор |                                           | Join My Band                            | Стелла                |
| 2012      | кор |                                           | Crosswinds                              | Джесси                |
| 2013      | мф  | Джек и Механика сердца                    | Jack et la mécanique du coeur           | Луна                  |
| 2014      | с   | Индевор                                   | Endeavour                               | Китти Баттен          |
| 2014      | ф   | Буря                                      | The Tempest                             | Миранда               |
| 2015      | тф  | Зимняя сказка                             | Branagh Theatre Live: The Winter’s Tale | Пердита               |
| 2016      | с   | Война и мир                               | War and Peace                           | Мари Болконская       |
| 2016      | кор | Короткая прогулка: Ромео и Джульетта      | The Complete Walk: Romeo and Juliet     | Джульетта             |
| 2017      | с   | Табу                                      | Taboo                                   | Лорна Боу             |
| 2017      | ф   | Зверь                                     | Beast                                   | Молл                  |
| 2017      | с   | Последний пост                            | The Last Post                           | Онор Мартин           |
| 2017      | кор |                                           | Pulsar                                  | Касса                 |
| 2017      | ф   | Дикая Роза                                | Wild Rose                               | Роуз-Линн Харлан      |
| 2017      | кор |                                           | Red Light                               | Келли                 |
| 2018—2018 | с   | Женщина в белом                           | The Woman in White                      | Мэриэн Холкомб        |
| 2019      | ф   | Джуди                                     | Judy                                    | Розалин Уайлдер       |
| 2019      | мтф | Чернобыль                                 | Chernobyl                               | Людмила Игнатенко     |
| 2020      | ф   | Удивительное путешествие доктора Дулиттла | The Voyage of Doctor Dolittle           | королева Виктория     |
| 2020      | ф   | Мисс Плохое поведение                     | Misbehaviour                            | Джо Робинсон          |
| 2020      | с   | Фарго                                     | Fargo                                   | Оретта Мэйфлауэр      |
| 2020      | ф   | Думаю, как всё закончить                  | I'm Thinking of Ending Things           | Люси                  |
| 2020      | ф   | Игры шпионов                              | Courier                                 | Шейла Винн            |
| 2021      | тф  | Ромео и Джульетта                         | Romeo & Juliet                          | Джульетта             |
| 2021      | ф   | Незнакомая дочь                           | Lost Daughter                           | молодая Леда          |
| 2022      | ф   | Род мужской                               | Men                                     | Харпер                |
| 2022      | ф   | Говорят женщины                           | Women Talking                           | Мариш Лоуэн           |
| 2023      | ф   | Ногти                                     | Fingernails                             | Анна                  |
| 2023      | ф   | Злобные маленькие письма                  | Wicked Little Letters                   | Роуз Гудинг           |
| 2025      | ф   | Хамнет                                    | Hamnet                                  | Агнес Шекспир         |
| 2026      | ф   | Невеста                                   | The Bride!                              | Невеста Франкенштейна |

### Видеоигры
| Год  | Название на русском | Название на английском                       | Роль         | Примечания                          |
| ---- | ------------------- | -------------------------------------------- | ------------ | ----------------------------------- |
| 2022 | -                   | The Dark Pictures Anthology: The Devil in Me | Кейт Уайлдер | Внешность, озвучка, захват движений |